# Voyage Air
Voyage Air ist eine bulgarische Fluggesellschaft mit Sitz in Varna und Basis am Flughafen Varna, die den Betrieb ausgesetzt hat.

## Geschichte
Das Unternehmen wurde 2006 hauptsächlich für den Verkauf von Flugzeugen und deren Wartung gegründet. Im Jahr 2007 wurde es Generaldistributor und Haupthändler eines der führenden deutschen Hersteller von Flugzeugen der allgemeinen Luftfahrt für die gesamte Region Bulgarien.
Im Jahr 2009 hat Voyage Air eine Buchungsmaschine für den Online-Verkauf von Flugzeugsitzen und Hotelunterkünften entwickelt.
Der Start als Fluggesellschaft wurde mehrmals verschoben, bis er im Juli 2020 endlich gelang. Die Gesellschaft hatte für August 2021 Pläne, in Bremen eine Basis aufzubauen und dort eine Boeing 737-500 zu stationieren; diese Pläne wurden jedoch abgesagt.
Nachdem der Flugbetrieb im September 2022 eingestellt wurde, beantragte die Gesellschaft im Februar 2023 ihr AOC für sechs Monate auszusetzen, die bulgarische Luftfahrtbehörde stimmte dem Antrag im März 2023 zu.

## Flotte
Mit Stand Juni 2024 ist ein Flugzeug auf Voyage Air registriert. (Boeing 737-500, LZ-TER)

## Ehemalige Flugzeugtypen
- Boeing 737-400